# Arrondissement Leuven
Het arrondissement Leuven is een van de twee arrondissementen in Vlaams-Brabant. Het ligt ten oosten van het Brussels Hoofdstedelijk Gewest. Het arrondissement heeft een oppervlakte van 1.163,22 km² en telde 531.038 inwoners op 1 januari 2025.
Het arrondissement is zowel een bestuurlijk als een gerechtelijk arrondissement.

## Geschiedenis
Het arrondissement Leuven ontstond in 1800 als tweede arrondissement in het Dijledepartement. Het bestond oorspronkelijk uit de kieskantons Aarschot, Diest, Glabbeek, Graven, Haacht, Leuven, Tienen en Zoutleeuw.
In 1823 werden de volgende gemeenten afgestaan aan het arrondissement Nijvel: Biez, Bonlez, Dion-le-Mont, Dion-le-Val, Eerken, Nethen, Deurne-Bevekom, Hamme-Mille, Longueville, Nodebeek, Piétrebais, Bossut-Gottechain, Linsmeel en Graven met het oog op een betere afstemming van de arrondissementsgrens met de taalgrens.
Bij de definitieve vaststelling van de taalgrens in 1963 werden de volgende gemeenten van het arrondissement Borgworm aangehecht: Attenhoven, Eliksem, Laar, Landen, Neerhespen, Neerlanden, Neerwinden, Overhespen, Overwinden, Rumsdorp, Waasmont, Walsbets, Walshoutem, Wange en Wezeren. Tegelijkertijd werden de volgende gemeenten afgestaan aan het arrondissement Nijvel:Sluizen, Zittert-Lummen, Opheylissem en Neerheylissem.
In 1971 werd het gehucht Overhalmaal van de gemeente Halle-Booienhoven afgestaan aan het arrondissement Hasselt.

## Administratieve indeling

### Structuur

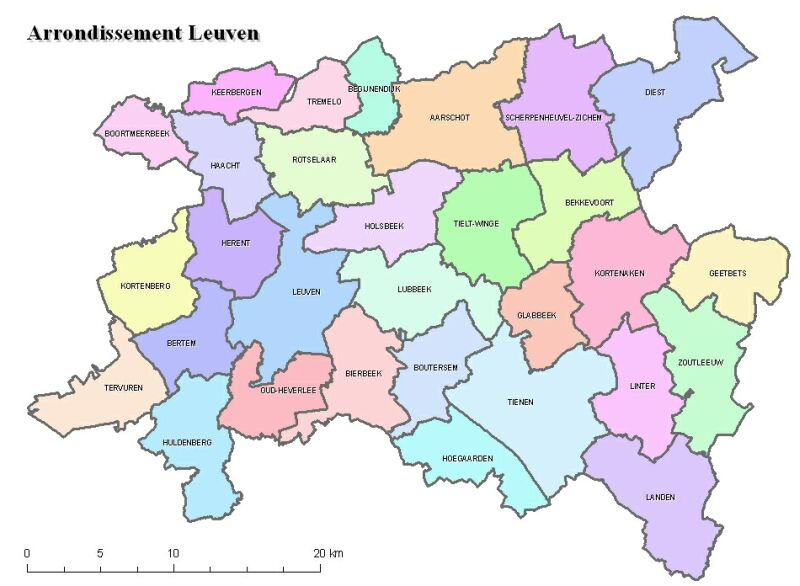

| Leuven           | Leuven           | Supranationaal         | Nationaal              | Nationaal                         | Gemeenschap              | Gewest                   | Provincie                | Arrondissement  | Provinciedistrict       | Kanton          | Gemeente        | District         |
| ---------------- | ---------------- | ---------------------- | ---------------------- | --------------------------------- | ------------------------ | ------------------------ | ------------------------ | --------------- | ----------------------- | --------------- | --------------- | ---------------- |
| Administratief   | Niveau           | Europese Unie          | België                 | België                            | Vlaanderen               | Vlaanderen               | Vlaams-Brabant           | Leuven          | Leuven                  | Leuven          | 30              | -                |
| Administratief   | Bestuur          | Europese Commissie     | Belgische regering     | Belgische regering                | Vlaamse regering         | Vlaamse regering         | Deputatie                | Deputatie       | Deputatie               | Deputatie       | Gemeentebestuur | Districtscollege |
| Administratief   | Raad             | Europees Parlement     | Senaat                 | Kamer van volksvertegenwoordigers | Vlaams Parlement         | Vlaams Parlement         | Provincieraad            | Provincieraad   | Provincieraad           | Provincieraad   | Gemeenteraad    | Districtsraad    |
| Kiesomschrijving | Kiesomschrijving | Nederlands Kiescollege | Nederlands Kiescollege | Kieskring Vlaams-Brabant          | Kieskring Vlaams-Brabant | Kieskring Vlaams-Brabant | Kieskring Vlaams-Brabant | Leuven          | Leuven, Diest en Tienen | 8               | 30              | -                |
| Verkiezing       | Verkiezing       | Europese               | Federale               | Federale                          | Vlaamse                  | Vlaamse                  | Provincieraads-          | Provincieraads- | Provincieraads-         | Provincieraads- | Gemeenteraads-  | Districtsraads-  |

Gemeenten:
| - Aarschot (stad) - Begijnendijk - Bekkevoort - Bertem - Bierbeek - Boortmeerbeek - Boutersem - Diest (stad) - Geetbets - Glabbeek |

| - Haacht - Herent - Hoegaarden - Holsbeek - Huldenberg - Keerbergen - Kortenaken - Kortenberg - Landen (stad) - Leuven (stad) |

| - Linter - Lubbeek - Oud-Heverlee - Rotselaar - Scherpenheuvel-Zichem (stad) - Tervuren - Tielt-Winge - Tienen (stad) - Tremelo - Zoutleeuw (stad) |

Deelgemeenten:
| - Aarschot - Assent - Attenhoven - Attenrode - Averbode - Baal - Begijnendijk - Bekkevoort - Bertem - Betekom - Bierbeek - Binkom - Blanden - Boortmeerbeek - Bost - Boutersem - Budingen - Bunsbeek - Deurne - Diest - Dormaal - Drieslinter - Duisburg - Eliksem - Erps-Kwerps - Everberg - Ezemaal - Geetbets - Gelrode - Glabbeek-Zuurbemde - Goetsenhoven - Grazen - Haacht |

| - Haasrode - Hakendover - Halle-Booienhoven - Helen-Bos - Herent - Hever - Heverlee - Hoegaarden - Hoeleden - Holsbeek - Houwaart - Huldenberg - Kaggevinne - Kapellen - Keerbergen - Kerkom - Kersbeek-Miskom - Kessel-Lo - Korbeek-Dijle - Korbeek-Lo - Kortenaken - Kortenberg - Kortrijk-Dutsel - Kumtich - Laar - Landen - Langdorp - Leefdaal - Leuven - Linden - Loonbeek - Lovenjoel - Lubbeek |

| - Meensel-Kiezegem - Meerbeek - Meldert - Melkwezer - Messelbroek - Molenbeek-Wersbeek - Molenstede - Neerhespen - Neerijse - Neerlanden - Neerlinter - Neervelp - Neerwinden - Nieuwrode - Oorbeek - Oplinter - Opvelp - Orsmaal-Gussenhoven - Ottenburg - Oud-Heverlee - Outgaarden - Overhespen - Overwinden - Pellenberg - Ransberg - Rillaar - Roosbeek - Rotselaar - Rummen - Rumsdorp - Schaffen - Scherpenheuvel |

| - Sint-Agatha-Rode - Sint-Joris-Weert - Sint-Joris-Winge - Sint-Margriete-Houtem - Sint-Pieters-Rode - Testelt - Tervuren - Tielt - Tienen - Tildonk - Tremelo - Vaalbeek - Veltem-Beisem - Vertrijk - Vissenaken - Vossem - Waanrode - Waasmont - Walsbets - Walshoutem - Wange - Webbekom - Werchter - Wespelaar - Wezemaal - Wezeren - Wijgmaal - Willebringen - Wilsele - Winksele - Wommersom - Zichem - Zoutleeuw |

## Demografie

### Demografische evolutie
- Bron:NIS - Opm:1806 t/m 1981=volkstellingen; vanaf 1990= inwoneraantal per 1 januari

| Inwoners van jaar tot jaar op 1 januari 1992 tot heden | Inwoners van jaar tot jaar op 1 januari 1992 tot heden | Inwoners van jaar tot jaar op 1 januari 1992 tot heden |
| Jaar                                                   | Aantal                                                 | Evolutie: 1992=index 100                               |
| ------------------------------------------------------ | ------------------------------------------------------ | ------------------------------------------------------ |
| 1992                                                   | 435.825                                                | 100,0                                                  |
| 1993                                                   | 439.112                                                | 100,8                                                  |
| 1994                                                   | 442.685                                                | 101,6                                                  |
| 1995                                                   | 446.101                                                | 102,4                                                  |
| 1996                                                   | 448.679                                                | 102,9                                                  |
| 1997                                                   | 452.187                                                | 103,8                                                  |
| 1998                                                   | 453.772                                                | 104,1                                                  |
| 1999                                                   | 455.267                                                | 104,5                                                  |
| 2000                                                   | 456.484                                                | 104,7                                                  |
| 2001                                                   | 458.265                                                | 105,1                                                  |
| 2002                                                   | 459.451                                                | 105,4                                                  |
| 2003                                                   | 462.080                                                | 106,0                                                  |
| 2004                                                   | 463.113                                                | 106,3                                                  |
| 2005                                                   | 465.089                                                | 106,7                                                  |
| 2006                                                   | 468.125                                                | 107,4                                                  |
| 2007                                                   | 472.060                                                | 108,3                                                  |
| 2008                                                   | 475.783                                                | 109,2                                                  |
| 2009                                                   | 480.095                                                | 110,2                                                  |
| 2010                                                   | 483.469                                                | 110,9                                                  |
| 2011                                                   | 487.502                                                | 111,9                                                  |
| 2013                                                   | 492.544                                                | 112,6                                                  |
| 2014                                                   | 494.653                                                | 113,0                                                  |
| 2015                                                   | 496.969                                                | 114,0                                                  |
| 2016                                                   | 499.549                                                | 114,6                                                  |
| 2017                                                   | 502.602                                                | 115,3                                                  |
| 2018                                                   | 506.355                                                | 116,2                                                  |
| 2019                                                   | 508.734                                                | 116,7                                                  |
| 2020                                                   | 512.077                                                | 117,5                                                  |
| 2021                                                   | 512.998                                                | 117,7                                                  |
| 2022                                                   | 517.740                                                | 118,8                                                  |
| 2023                                                   | 523.282                                                | 120,1                                                  |
| 2024                                                   | 527.443                                                | 121,0                                                  |
| 2025                                                   | 531.038                                                | 121,8                                                  |

## Economie

### Sociaal overleg
Op arrondissementsniveau zijn er twee overlegorganen tussen werkgevers- en werknemersorganisaties: de Sociaal-Economische Raad van de Regio (SERR) en het Regionaal Economisch Sociaal Overlegcomité (RESOC). De SERR Leuven is bipartiet samengesteld en de RESOC Leuven tripartiet, dit wil zeggen dat er ook vertegenwoordigers van de gemeenten en provincies aan deelnemen. Het bevoegdheidsgebied van de RESOC Leuvenen de SERR Leuven komt overeen met de oppervlakte van het arrondissement. Beide overlegorganen komen op regelmatige basis samen.
RESOC Leuven heeft onder meer de bevoegdheid om het streekpact op te stellen, dit is een strategische visie op de sociaal-economische ontwikkeling van de streek met een duur van zes jaar. Daarnaast kunnen steden, gemeenten en de Vlaamse Regering het orgaan om advies vragen over sociaal-economische kwesties. De twee voornaamste beleidsterreinen van het RESOC zijn economie en werkgelegenheid. RESOC Leuven is samengesteld uit 8 vertegenwoordigers van de lokale werknemersorganisaties (ABVV, ACV en ACLVB), 8 vertegenwoordigers van de werkgeversorganisaties (Voka, UniZO, Boerenbond en Verso) en ten slotte 4 vertegenwoordigers van de gemeenten en 4 voor de provincie. Daarnaast kan RESOC Leuven autonoom beslissen om bijkomende organisaties of personen uit te nodigen. Voorzitter van Leuven is Manu Claes
SERR Leuven heeft als belangrijkste taak de verschillende overheden te adviseren over hun werkgelegenheidsinitiatieven voor de eigen streek. Daarnaast houdt de raad in de gaten hoe de werkgelegenheid zich ontwikkelt in de regio, met specifieke aandacht voor kansarme groepen.
Beide overlegorganen worden overkoepeld door het Erkend Regionaal Samenwerkingsverband (ERSV), een juridische hulpstructuur op provinciaal niveau, die verantwoordelijk is voor het personeels- en financiële beheer van de verschillende SERR's en RESOC's binnen de provincie Vlaams-Brabant.
Aalst · Aarlen · Aat · Antwerpen · Bastenaken · Bergen · Borgworm · Brugge · Brussel-Hoofdstad · Charleroi · Dendermonde · Diksmuide · Dinant · Doornik-Moeskroen · Eeklo · Gent · Halle-Vilvoorde · Hasselt · Hoei · Ieper · Kortrijk · La Louvière · Leuven · Luik · Maaseik · Marche-en-Famenne · Mechelen · Namen · Neufchâteau · Nijvel · Oostende · Oudenaarde · Philippeville · Roeselare · Sint-Niklaas · Thuin · Tielt · Tongeren · Turnhout · Verviers · Veurne · Virton · Zinnik